# Mistrzostwa Świata we Wspinaczce Sportowej 2007
Mistrzostwa Świata we Wspinaczce Sportowej 2007 – 9. edycja mistrzostw świata we wspinaczce sportowej, która odbyła się w dniach 17–23 września 2007 w hiszpańskim mieście Avilés. Podczas zawodów wspinaczkowych zawodnicy i zawodniczki rywalizowali w 6 konkurencjach. Polka Edyta Ropek zdobyła srebrny medal we wspinaczce na czas.

## Harmonogram
| Wrzesień 2007       | 17 | 18 | 19 | 20 | 21 | 22 | 23 |
| ------------------- | -- | -- | -- | -- | -- | -- | -- |
| Wspinaczka sportowa | E  | E  | E  |    | 2  | 2  | 2  |

Legenda
| E | Eliminacje |  | Finał (ilość) |

## Konkurencje
Mężczyźni
- bouldering, prowadzenie i wspinaczka na czas

Kobiety
- bouldering, prowadzenie i wspinaczka na czas

## Uczestnicy
Zawodnicy i zawodniczki podczas zawodów wspinaczkowych w 2007 roku rywalizowali w 6 konkurencjach. Łącznie do mistrzostw świata zgłoszonych zostało 500 wspinaczy (każdy zawodnik miał prawo startować w każdej konkurencji o ile do niej został zgłoszony i zaakceptowany przez IFCS oraz organizatora zawodów). 
| Lp.   |           | ↓ Uczestnicy – konkurencje → |     | bouldering | prowadzenie | na czas |
| ----- | --------- | ---------------------------- | --- | ---------- | ----------- | ------- |
| 1.    | Mężczyźni | 131                          | 115 | 70         |             |         |
| 2.    | Kobiety   | 77                           | 68  | 39         |             |         |
| Razem | Razem     | Razem                        | 208 | 183        | 109         |         |

### Reprezentacja Polski
- Kobiety:
  - w boulderingu; Agata Modrzejewska zajęła 44 miejsce,
  - we wspinaczce na czas; Edyta Ropek zajęła 2 miejsce.
- Mężczyźni:
  - w boulderingu; Tomasz Oleksy zajął 45 m., a Tomasz Wojciechowski był 83, a Grzegorz Karolak był sklasyfikowany na 87 miejscu,
  - we wspinaczce na czas; Łukasz Świrk zajął 45 m., a Tomasz Oleksy był sklasyfikowany na 15 miejscu.

## Medaliści
| Konkurencja          | Złoto                                | Srebro                     | Brąz                                      |
| -------------------- | ------------------------------------ | -------------------------- | ----------------------------------------- |
| Mężczyźni            |                                      |                            |                                           |
| bouldering (23.09)   | Rosja · Dmitrij Szarafutdinow        | Czechy · Martin Stráník    | Szwajcaria · Cédric Lachat                |
| prowadzenie (22.09)  | Hiszpania · Ramón Julián Puigblanqué | Hiszpania · Patxi Usobiaga | Cédric Lachat Tomáš Mrázek Jorg Verhoeven |
| wsp. na czas (21.09) | Chiny · Zhong Qixin                  | Wenezuela · Manuel Escobar | Rosja · Siergiej Sinicyn                  |
| Kobiety              |                                      |                            |                                           |
| bouldering (23.09)   | Austria · Anna Stöhr                 | Japonia · Akiyo Noguchi    | Rosja · Olga Bibik                        |
| prowadzenie (22.09)  | Austria · Angela Eiter               | Belgia · Muriel Sarkany    | Słowenia · Maja Vidmar                    |
| wsp. na czas (21.09) | Rosja · Tatjana Rujga                | Polska · Edyta Ropek       | Rosja · Walentyna Jurina                  |

## Klasyfikacja medalowa
* Organizator zawodów został zaznaczony tym kolorem,  Polskę  oznaczono tekstem pogrubionym.
|                    |                    |                    |                    |   |   |   |    |   |   |   |   |   |   |
| 1                  | Rosja              | 2                  | 0                  | 3 | 5 | 1 | 0  | 1 | 1 | 0 | 2 |   |   |
| 2                  | Austria            | 2                  | 0                  | 0 | 2 | 0 | 0  | 0 | 1 | 0 | 0 |   |   |
| 3                  | Hiszpania          | 1                  | 1                  | 0 | 2 | 1 | 1  | 0 | 0 | 0 | 0 |   |   |
| 4                  | Chiny              | 1                  | 0                  | 0 | 1 | 1 | 0  | 0 | 0 | 0 | 0 |   |   |
| 5                  | Czechy             | 0                  | 1                  | 1 | 2 | 0 | 1  | 1 | 0 | 0 | 0 |   |   |
| 6                  | Belgia             | 0                  | 1                  | 0 | 1 | 0 | 0  | 0 | 0 | 1 | 0 |   |   |
| 6                  | Japonia            | 0                  | 1                  | 0 | 1 | 0 | 0  | 0 | 0 | 1 | 0 |   |   |
| 6                  | Polska             | 0                  | 1                  | 0 | 1 | 0 | 0  | 0 | 0 | 1 | 0 |   |   |
| 6                  | Wenezuela          | 0                  | 1                  | 0 | 1 | 0 | 1  | 0 | 0 | 0 | 0 |   |   |
| 10                 | Szwajcaria         | 0                  | 0                  | 2 | 2 | 0 | 0  | 2 | 0 | 0 | 0 |   |   |
| 11                 | Holandia           | 0                  | 0                  | 1 | 1 | 0 | 0  | 1 | 0 | 0 | 0 |   |   |
| 11                 | Słowenia           | 0                  | 0                  | 1 | 1 | 0 | 0  | 0 | 0 | 0 | 1 |   |   |
| Ogółem (12 państw) | Ogółem (12 państw) | Ogółem (12 państw) | Ogółem (12 państw) | 6 | 6 | 8 | 20 | 3 | 3 | 5 | 3 | 3 | 3 |